# Студентська збірна України з футболу
Українська студентська футбольна команда представляє Україну на міжнародних студентських футбольних змаганнях і контролюється ФФУ, керівним органом з футболу в Україні, а також спортивною секцією Міністерства освіти.

## Історія
До падіння Радянського Союзу в 1991 році українські студентські футболісти мали шанс змагатися на Універсіадах у складі футбольної команди СРСР. Радянська футбольна команда дебютувала на Універсіадах у 1987 році і виграла турнір. Вона базувалася, в основному, на команді «Жальгіріс».
У 1995 році в Японії дебютувала українська студентська футбольна команда. Команда головним чином базувалася на київському «ЦСКА», який виступав у другій лізі 1995/96 років. Команду очолили Володимир Лозинський і Володимир Безсонов, з якими збірна дійшла до півфіналу, де програла Південній Кореї, а пізніше за третє місце поступились російській студентській футбольній команді (на базі «КАМАЗу» (Набережні Челни). Український нападник Павло Матвійченко з п'ятьма м'ячами став найкращим бомбардиром турніру в Японії.
У 1997 році команда вирушила під керівництвом колишнього радянського футболіста та головного тренера України Анатолія Конькова, який у своїй команді мав таких українських футболістів, як Анатолій Тимощук, Андрій Воробей, Андрій Каряка, а також Сергій Перхун. Проте, команда не розкрила повного потенціалу, повторивши досягнення попередньої команди Безсонова-Лозинського, зайнявши 4-те місце.
До турніру 1999 року команда сформував Віктор Жилін і базувалася на базі «Системи-Борекс» (Бородянка), якою керував тоді Жілін. Втім ця команда не зуміла вийти з групи.
У 2001 році команда на чолі з Анатолієм Бузником виграла свої перші медалі, якими стало срібло, оскільки українці у фінальній грі програли команді Японії.
2003 року команда не зуміла вийти з групи, в 2005 року вперше взагалі не зуміла пробитись на турнір. Тим не менш після цього двічі поспіль у 2007 та 2009 роках команда вигравала золоті нагороди турніру, при цьому обидва рази перемагала у фіналі збірну Італії. 2007 року в місті Бангкок українські футболісти виграли — 1:0. За два роки в Белграді підопічні Володимира Лозинського та Івана Шепеленка відсвяткували перемогу — 3:2.
Згодом ще двічі українські збірники не змогли подолати груповий етап у 2011 та 2015 роках. Також два рази студентська збірна України виходила до чвертьфіналу. Так було й на Універсіаді 2017 року в Тайбеї, де українські студенти програли збірній Мексики — 0:2.

## Результати

### Універсіада
| Універсіада | Універсіада             | Універсіада        | Універсіада        | Універсіада        | Універсіада        | Універсіада        | Універсіада        | Універсіада        | Універсіада        | Універсіада |
| Рік         | Раунд / Місце           | І                  | В                  | Н                  | П                  | ГЗ                 | ГП                 | РГ                 | О                  |             |
| ----------- | ----------------------- | ------------------ | ------------------ | ------------------ | ------------------ | ------------------ | ------------------ | ------------------ | ------------------ | ----------- |
| 1979-1991   | Частина СРСР            | Частина СРСР       | Частина СРСР       | Частина СРСР       | Частина СРСР       | Частина СРСР       | Частина СРСР       | Частина СРСР       | Частина СРСР       |             |
| 1993        | Не брала участі         | Не брала участі    | Не брала участі    | Не брала участі    | Не брала участі    | Не брала участі    | Не брала участі    | Не брала участі    | Не брала участі    |             |
| 1995        | Півфінал / 4 з 16       | 6                  | 2                  | 2                  | 2                  | 9                  | 11                 | -2                 | 8                  |             |
| 1997        | Півфінал / 4 з 16       | 6                  | 2                  | 3                  | 1                  | 5                  | 3                  | +2                 | 9                  |             |
| 1999        | Груповий етап / 11 з 16 | 6                  | 2                  | 2                  | 2                  | 10                 | 11                 | -1                 | 8                  |             |
| 2001        | Фінал / 2 з 16          | 6                  | 4                  | 0                  | 2                  | 4                  | 3                  | +1                 | 12                 |             |
| 2003        | Груповий етап / 11 з 16 | 6                  | 3                  | 1                  | 2                  | 13                 | 5                  | +8                 | 10                 |             |
| 2005        | Не кваліфікувались      | Не кваліфікувались | Не кваліфікувались | Не кваліфікувались | Не кваліфікувались | Не кваліфікувались | Не кваліфікувались | Не кваліфікувались | Не кваліфікувались |             |
| 2007        | Переможець / 1 з 15     | 5                  | 5                  | 0                  | 0                  | 11                 | 4                  | +7                 | 15                 |             |
| 2009        | Переможець / 1 з 16     | 6                  | 2                  | 4                  | 0                  | 7                  | 5                  | +2                 | 10                 |             |
| 2011        | Груповий етап / 14 з 16 | 6                  | 2                  | 1                  | 3                  | 6                  | 7                  | -1                 | 7                  |             |
| 2013        | Чвертьфінал / 6 з 15    | 6                  | 2                  | 1                  | 3                  | 8                  | 11                 | -3                 | 7                  |             |
| 2015        | Груповий етап / 12 з 16 | 6                  | 1                  | 2                  | 3                  | 7                  | 13                 | -6                 | 5                  |             |
| 2017        | Чвертьфінал / 7 з 16    | 6                  | 3                  | 0                  | 3                  | 8                  | 10                 | -3                 | 9                  |             |
| 2019        | Чвертьфінал / 6 з 12    | 5                  | 2                  | 0                  | 3                  | 5                  | 6                  | -1                 | 6                  |             |
| Всього      | 2 титули                | 70                 | 30                 | 16                 | 24                 | 93                 | 89                 | +4                 | 106                |             |

## Досягнення
- Футбол на Літній Універсіаді
  - Переможці (2): 2007, 2009
  - Друге місце (1): 2001